# Industrieschule für israelitische Mädchen

Die Industrie-Schule für jüdische Mädchen in Breslau um 1890 (Archivfoto in Leszek Ziątkowski: Dzieje Żydów we Wrocławiu, Wrocław 2000)

Die Industrieschule für israelitische Mädchen (eröffnet am 15. Januar 1801 in Breslau, aufgelöst im Jahr 1922, anfangs Industrieschule für arme israelitische Mädchen genannt) war eine der ältesten Institutionen und die erste jüdische in Deutschland, die sich der Bildung und Erziehung von Mädchen und jungen Frauen widmete.

## Gründung und Satzung
Auf die 1780 in Breslau gegründete Gesellschaft der Brüder, die sich eine Erneuerung des Judentums aus dem Geist der Aufklärung zum Ziel gesetzt hatte (in der innerjüdischen Debatte mit dem Stichwort Haskala umschrieben), geht unter anderem die Gründung zweier Schulen und einer Synagogengemeinde zurück. Maßgeblich für die Bestrebungen des Vereins waren Benjamin Jakob Dohm (gest. 1798), der aus Verehrung für den freisinnigen Verfasser von Reformschriften Christian Konrad Wilhelm von Dohm dessen Namen angenommen hatte, und sein Sohn Lewin Benjamin Dohm (1754–1825), seit 1790 Syndikus der Breslauer Gemeinde, sowie der Arzt und Naturwissenschaftler Elias Henschel (1755–1839), der die Satzung des Vereins mitverfasste. Träger des Vereins waren in erster Linie General-Privilegierte und ihre Angehörigen, die sogenannten Stamm-Numeranten. Der Verein diente der Wohltätigkeit und Verbesserung der Lebensverhältnisse ärmerer Breslauer Juden; so gab es Stiftungen der Mitglieder zur Versorgung mittelloser Glaubensgenossen mit Bekleidung oder die Ausstattung armer Bräute.
Nachdem der liberale, für die Anliegen der Juden aufgeschlossene Graf Karl Georg von Hoym ein vom preußischen König Friedrich Wilhelm II. bestätigtes Reglement für die Verbesserung der bürgerlichen Verhältnisse der Breslauer Juden erlassen hatte, beantragte der Verein die Erlaubnis zur Errichtung einer „Jüdischen Bürgerschule“ für Knaben, die nach dem Vorbild der von David Friedländer und Isaak Daniel Itzig in Berlin gegründeten jüdischen Freischule Lehrinhalte und religiöse Belange trennen sollte. Alte Sprachen wie Hebräisch sollten als Sprachstudium, nicht zum Auswendiglernen der heiligen Schriften gelehrt, geeignete Lehrer ausschließlich vom preußischen Staat bestimmt werden. Im Direktorium der Wilhelms-Schule, dessen Vorsitz der Geograph und Kammer-Kalkulator Friedrich Albert Zimmermann (1745–1815) innehatte, saßen Lewin Benjamin Dohm und Elias Henschel. Bei der damals überwiegend traditionell orientierten Gemeinde stießen der Name und der geplante Ausschluss des Talmud-Studiums auf Widerstand. Am Ende wurde aus Dankbarkeit für den Landesfürsten der Name Königliche Wilhelms-Schule gewählt. Spannungen zwischen dem wachsenden Teil der Gemeinde, die sich der Reform verbunden fühlten, und den Orthodoxen um den Rabbiner Salomo Tiktin führten schließlich zur Verweigerung von Gemeindesteuern, weshalb die Königliche Wilhelms-Schule im Jahr 1847 schließen musste.
Demgegenüber war das ohnehin auf Spenden angewiesene Projekt der Industrieschule diesem Streit nahezu enthoben. Zu den in der Wilhelms-Schule angestellten Lehrern gehörte Tobias Hiller, der Französisch und Italienisch sowie Mathematik unterrichtete. Gemeinsam mit zwei Stamm-Numeranten, Rebecka Dohm, geb. Berliner, Ehefrau des Gemeinde-Syndikus und Tochter des Altonaer Landesrabbiners, und Edel Fränckel, Tochter des Landesrabbiners von Schlesien Joseph Jonas Fränckel (eigentlich Itzchak Joseph ben Chajim Jonah Teomim, 1760–1838) und seiner Frau Treine, stiftete Tobias Hiller die „Industrieschule für arme israelitische Mädchen“ bzw. „Töchter“. Vier Jahrzehnte lang leitete er sie unentgeltlich und entwarf auch den ersten Lehrplan. Neben Dohm und Fränckel war eine dritte Frau, Jettel Zadig, geb. Perez im Vorstand, deren Ehemann Baruch Aron Zadig mutmaßlich Schüler von Salomon Maimon gewesen war. Mit dem Stifter Hiller teilte sich der Kaufmann Pinkus Heymann (später Philipp Heinrich, 1775–1854) in die Verwaltungsarbeit, der über ein halbes Jahrhundert im Schulvorstand war.
Ursprünglich war die Schule ausschließlich für Zöglinge des jüdischen Waisenhauses vorgesehen, von denen bei der Eröffnung am 4. Januar 1801 nur zehn Schülerinnen aufgenommen wurden. Erklärtes Ziel war es, „die armen Mädchen der Gemeinde auf dem kürzesten Weg zu dem Ziele, vor Noth geschützt zu sein, hinzuführen“. Die Aufzunehmenden wurden durch eine Vorsteherin immatrikuliert und erhielten gegen Zahlung von fünf Silbergroschen ein Lesebuch und eine Aufnahmebescheinigung. Sie sollten älter als zehn Jahre sein und auf die Anforderungen einer den Religionsgesetzen gemäßen Haushaltsführung vorbereitet werden, aber auch Allgemeinbildung erhalten. Gerade die „wissenschaftlichen“ Dozenten (Tobias Hiller, Samuel Zülzer, Wilhelm Freund, Isaac Ascher Francolm und Eduard Munk (1803–1971), Bruder des in Paris lehrenden Orientalisten Salomon Munk) unterrichteten unentgeltlich; sie waren oftmals im Hauptberuf in der Gemeinde beschäftigt, Lehrer an der Wilhelms- oder an anderen Schulen oder Dozenten am Jüdisch-Theologischen Seminar Fraenckel’sche Stiftung. Viele Dozenten blieben der Einrichtung über Jahrzehnte treu, wie Benjamin Bloch (gest. 1899), der am 3. Januar 1833 als Hauptlehrer anfing und am 30. November 1883 in den Ruhestand trat.
Es gab ein monatliches allgemeines Gutachten über die Leistungen der Schülerinnen und jedes Quartal ein Spezialzeugnis. Der sechsköpfige Vorstand sah einen Vorsteher und dessen Stellvertreter, zwei Vorsteherinnen, einen Kassierer und einen Revisor vor; über die Einnahmen durch Spenden und Zuwendungen wurde jährlich Rechenschaft abgelegt. Eine besonders geführte Sparkasse diente der Aussteuer derjenigen Mädchen, die den vierjährigen Kursus absolviert hatten. Im Jahr nach dem Schulabschluss, in dem sie zumeist in Dienste getreten waren, hatten sie der Vorsteherin regelmäßig zu berichten und erlangten bei untadeliger Lebensführung Anspruch auf diese Beihilfe.

Titelblatt des Jahresberichts zum hundertjährigen Bestehen der Schule (1901)

## Geschichte der Lehranstalt
Die Schulklasse war zunächst in einer Privatwohnung untergebracht. Graf Hoym hatte ein Ehepaar Freund mit der Gründung konzessioniert und einen jährlichen Zuschuss von 100 Reichstalern in Aussicht gestellt. Die Kinder erhielten in einem separaten Zimmer Unterricht im Lesen, Schreiben und Zeichnen durch den bei der Wilhelms-Schule angestellten Lehrer Aron Freund, dessen Stiefmutter, Frau Löwenberg, die erste Handarbeitslehrerin war. Der Unterricht in Näh- und Handarbeiten führte zur Produktion von Kleintextilien, deren Verkauf ansehnliche Einnahmen bescherte. Der Erlös wurde für die Anschaffung von Winterkleidung für die ärmsten Schülerinnen verwendet. Als die Einnahmen stiegen, konnte die Schule auf 25 Mädchen vergrößert werden und zog in das Haus zum Goldenen Rad um, wo zwei Klassen parallel unterrichtet wurden. In zwei an das Klassenzimmer angrenzenden Zimmern, die tagsüber als Schulräume gebraucht wurden, übernachteten die Handarbeitslehrerinnen. Bei dieser Schülerinnenzahl blieb es für längere Zeit. 1827 waren es 44, 1830 70 Absolventinnen in drei statt der bisherigen zwei Klassen. Außer Waisenkindern wurden nun auch Töchter aus mittellosen Familien aufgenommen. Noch 1867 war im Namen der Schule das später weggefallene Beiwort „arme“ in Gebrauch.
Mit Einführung der allgemeinen Schulpflicht einigte sich die Gemeinde mit Tobias Hiller auf eine Subventionierung der Schule, wobei zugleich die Spendenwerbung unter den Gemeindemitgliedern verstärkt wurde. Bei der Neuordnung des jüdischen Schulwesens im Jahr 1824 erhielt Hiller durch den preußischen Kultusminister Altenstein erstmals eine unentgeltliche staatliche Konzession für den Schulbetrieb. Nach Hillers Tod 1841 übernahmen die Rabbiner Abraham Geiger und Francolm den wissenschaftlichen Unterricht und den Vorsitz des Direktoriums. Mit Billigung des Oberkollegiums wurde ein neues Statut entworfen, das die Anzahl der Vorsteherinnen auf drei erhöhte und die Gemeinde ermächtigte, einen Rabbiner als Inspizienten in den Vorstand zu entsenden.
In den Jahren des Richtungsstreits (1846–1858), als die Steuern eines Teils der Gemeinde ausblieben, musste die Ausstattungs-Sparkasse aufgehoben werden. Das Schulgeld und die Hälfte des Erlöses aus Handarbeiten sollte in den Schuletat einfließen, aus dem die angestellten Lehrkräfte nur bescheiden honoriert wurden; die andere Hälfte diente weiter der Aussteuer der bedürftigen Mädchen. Doch wurden gegen ein erhöhtes Schulgeld jetzt auch Töchter aus bemittelten Familien aufgenommen, deren Zahl ein Fünftel der gesamten Schülerschaft nicht überschreiten durfte. Im Schuljahr 1848/49 wurde der Kurs mit 83 Teilnehmerinnen eröffnet und schloss mit 103. Seit 1851 kam der Zeichenunterricht zu den bisherigen Fächern hinzu.
1843 befand sich die Schule in der Wallstraße neben dem damaligen jüdischen Hospital, 1844 im Fränkelschen Hospital auf der Antonienstraße, nach Auflösung der Königliche Wilhelms-Schule in deren Räumen im Gemeindehaus, Graupenstraße 11 b. Erst jetzt erhielt die erste Handarbeitslehrerin ein eigenes, nur zu Wohnzwecken bestimmtes Zimmer. 1863 zog sie die Schule in das Haus am unteren Bär Nr. 1, 1901 ins zweite Stockwerk der Friedrich-Wilhelm-Straße Nr. 1 B (später Nr. 5). 1908 wurden 130 Mädchen in der Fischergasse Nr. 8 beschult.
Für die Schule entwarf der Hauptlehrer Cassel Alexander 1884 neue Lehr- und Stoffverteilungspläne und legte eine Denkschrift vor, in der Vorschläge, die Industrie-Schule in eine Mittelschule umzuwandeln, angesichts der sozialen Zwecksetzung durch den Stifter verworfen wurden. Seit 1885 wurden vier Klassen nach Lehrplänen, die den städtischen Volksschulen entsprachen, unterrichtet, mit Ausnahme der Handarbeiten. Sie wurden noch 1901 in der ersten und zweiten Klasse wöchentlich sechsstündig, in der dritten vierstündig, in der vierten Klasse zweistündig unterrichtet und nur noch in dieser zusätzlich hauswirtschaftliche Kenntnisse (seit 1901 durch eine angegliederte jüdische Hauswirtschaftsschule) in der Industrieschule vermittelt. „Sie hat vielen jüdischen Mädchen [...] ein Wissen und Können vermittelt, das ihnen zur Grundlage ihrer beruflichen Bildung wurde und sie befähigte, sich im Leben durch eigene Kraft zu behaupten“, hieß es in einer Bilanz der Jahre 1907 bis 1909.
1889 wurde durch den Syndikus der Gemeinde David Honigmann (1821–1885), ehemals Schüler der Wilhelms-Schule, ein Verein zur Erhaltung der Industrieschule gegründet. Seine Ehefrau Anna, geb. Bauer, und seine Tochter Elise Klara amtierten nacheinander als Vorsteherinnen im Schulkollegium.
Dennoch geriet die Schule im Winter 1908/09 in eine Legitimationskrise. Sie „wächst sich zum Schmerzenskinde unserer Gemeinde aus“, hieß es in der Presse; angestrebt wurde die Kommunalisierung. Verhandlungen mit der Breslauer Stadtverwaltung über die Umbildung zu einer kommunalen jüdischen Volksschule scheiterten. Mit Schreiben vom 28. November 1908 stellte der Magistrat nicht nur die Bedingung, das Schulvermögen dem städtischen Etat zur freien Verfügung zu stellen, sondern verlangte von der Gemeinde, künftig sämtliche jüdischen Schülerinnen und Schüler, auch gegen den Willen ihrer Eltern, hier einzuschulen. „Das würde ungefähr auf die Errichtung eines jüdischen Schulghetto hinausgelaufen sein“, kommentierte dies ein überregionales Gemeindeblatt, selbst wenn auch jüdische Stadträte dies befürwortet hätten: „Dann wären sämtliche jüdischen Schulkinder auf einen Haufen getrennt von ihren nichtjüdischen Mitschülern hübsch unter sich geblieben.“
Dennoch förderte der Breslauer Magistrat den Schulbetrieb durch einen jährlichen Zuschuss, der 1910 zur Steigerung der Lehrergehälter von 3000 auf 4000 Reichsmark erhöht wurde. 1915 erhielt die Schule durch Schenkung von Bauland und Zaunholz sowie durch eine Spende der Simon-Stiftung in Hannover für Saatgut und Pflanzen einen Schulgarten. Die Schülerinnen kultivierten den Garten in eigener Verantwortung und nach Anleitung einer im Gartenbau ausgebildeten Lehrerin und konnten die jeweils geernteten Erträge behalten.
Als im Herbst 1921 erneut die Auflösung der Schule drohte, wurde noch einmal vergebens eine Spendenaktion ins Leben gerufen. Bei dieser Gelegenheit hob Rabbiner Hermann Vogelstein ihre kulturelle und erzieherische Bedeutung hervor, „besonders für diejenigen Kreise unserer Gemeinde, die ihre Kinder [...] nicht in die allgemeinen Schulen zu schicken gesonnen sind, wie für die zahlreichen Kinder der Ostjuden, die sonst dem Spotte, Hohn und der Geringschätzung ausgesetzt sein würden und antisemitische Neigungen fördern könnten“. Auf dem Höhepunkt der Inflation erhielt die Schule 1922 außer den Zuschüssen der Gemeinde durch eine Sammlung des Jüdischen Frauenbundes eine Zuwendung von 50.000 Reichsmark, wurde aber noch im selben Jahr aufgelöst.
Der letzte Direktor der Schule war der 1887 als Religionslehrer angestellte Hermann Moops gewesen. Als er am 30. Dezember 1934 seinen 70. Geburtstag feiern konnte, war er als Vorsitzender des Vereins jüdischer Lehrer in Schlesien in Breslau aktiv. Zwanzig Jahre nach Schließung der Industrieschule wurde der 76-jährige Hermann Moops am 27. Juli 1942 in das Ghetto bzw. Konzentrationslager Theresienstadt deportiert und dort am 12. August 1942 ermordet. Auch seine Kollegin, die Vorsteherin Elise Klara Spitz, geb. Honigmann, Witwe des Dr. Baruch Beo Spitz (1854–1932), die am 31. August 1942 aus Breslau deportiert worden war, kam mit 73 Jahren am 26. Oktober 1942 in Theresienstadt ums Leben.

## Mitglieder des Schulvorstands

### Vorsteherinnen
- Fanny Bauer (gest. 1874), amtierte 1849 bis 1874
- Bertha Berliner, amtierte 1863–1880
- Beate Bloch (1790–1876), geb. Wolf Israel, amtierte 1820 bis 1863
- Emma Boas, geb. Heimann, amtierte 1871 bis 1879
- Clara Brieger, geb. Peiers, amtierte seit 1899
- Johanna Cohnt, geb. Hirsch, amtierte bis 1830
- Johanna Cuhnow (gest. 1851), amtierte 1830 bis 1840
- Rebecka Dohm (um 1756–1847), geb. Berliner, amtierte 1801 bis 1825
- Edel Fränckel (1749–1818), geb. Fränckel, amtierte 1801 bis 1818
- Ida Franck, geb. Salzmann, amtierte 1849 bis 1878
- Henriette Francolm, geb. Friedländer, amtierte 1833 bis 1843
- Ottilie Guttentag, geb. Eckersdorf, amtierte 1876 bis 1881
- Julie Heymann (gest. 1883), geb. Levy, amtierte 1879 bis 1881
- Anna Honigmann (1835–1909), geb. Bauer, amtierte 1875–1909
- Clara Jacobsohn, amtierte seit 1880
- Luise Lasker (gest. 1881), geb. Bauer, amtierte 1843 bis 1871
- Anna Peierls, geb. Weigert, amtierte 1881 bis 1899
- Betty Schlesinger, geb. Weigert, amtierte seit 1881
- Elise Klara Spitz (1859–1942), geb. Honigmann, amtierte seit 1909
- Jettel Zadig/Zadek (1767–1831), geb. Perez, amtierte bis 1831
- Dore Zülzer, unterschrieb das Protokoll vom 24. November 1839

### Vorsteher
- Louis Burgfeld (gest. 1912), amtierte 1879 bis 1882 und seit 1893
- L. S. Cohn, amtierte 1855 bis 1869
- Isaac Ascher Francolm (1788–1849), amtierte 1827 bis 1849
- Abraham Geiger (1810–1874), amtierte 1840, seit 1852 als Vorsitzender, bis 1863
- Jacob Guttmann, amtierte seit 1895 als Vorsitzender
- Hermann Hamburger, amtierte seit 1885
- Herzog, amtierte 1832 bis 1835
- Adolf Heymann, amtierte als Vorsitzender 1907–1910
- Hermann Philipp (Pinkus) Heymann (1775–1854), amtierte 1801 bis 1851
- Tobias Hiller (um 1773–1841), amtierte 1801 bis 1841
- Manuel Joël (1826–1890), amtierte 1864 bis 1877
- Siegfried Laqueur, amtierte seit 1881
- Benjamin Lasker (gest. 1863), amtierte von 1841 bis 1863
- S. J. Lewy, amtierte von 1849 bis 1852
- Siegfried Marck (gest. 1888), amtierte von 1877 bis 1888
- Hugo Milch, amtierte 1870, seit 1876 als Vorsitzender, bis 1880
- Hermann Moops (1864–1942), Lehrer seit 1887, amtierte 1910 als Vorsitzender bis 1922
- Albert Münsterberg, amtierte, seit 1844 als Vorsitzender, bis 1863
- Salomon Pleßner (gest. 1883), amtierte 1852 bis 1882
- Fedor Pringsheim, amtierte 1884 bis 1899
- David Rosen (gest. 1893), amtierte 1884 bis 1894, 1885–1888 als Vorsitzender
- Schlummberger, unterschrieb das Protokoll vom 24. November 1839
- Albert Schreiber (gest. 1885), amtierte von 1872 bis 1885(1872)
- Moritz Schreiber (1802–1872),[22], amtierte von 1833 bis 1872
- Rudolf Schreiber, amtierte seit 1898
- Bessalié Wollheim, amtierte 1849 bis 1852
- Samuel Zülzer, unterschrieb Protokolle von 1830 bis 1837

## Gedruckte Jahresberichte
- Die öffentliche Prüfung sämmtlicher Klassen der Industrie-Schule für israelitische Mädchen wird Donnerstag, den 27. März... Freund’s Druckerei, Breslau 1879 (Web-Ressource).
- Die öffentliche Prüfung sämmtlicher Klassen der Industrie-Schule für israelitische Mädchen wird Dienstag, den 16. März... Freund’s Druckerei, Breslau 1880 (Web-Ressource).
- Die öffentliche Prüfung sämmtlicher Klassen der Industrie-Schule für israelitische Mädchen wird Dienstag, den 10. April... Druck von Leopold Freund, Breslau 1883 (Web-Ressource).
- Die öffentliche Prüfung sämmtlicher Klassen der Industrie-Schule für israelitische Mädchen wird Mittwoch, den 2. April... S. Laqueur, Breslau 1884 (Web-Ressource).
- Jahresbericht über die Industrieschule für israelitische Mädchen, womit zu der auf Dienstag, den 24. März... Th Schatzky, Breslau 1885 (Web-Ressource).
- Jahresbericht über die Industrieschule für israelitische Mädchen, Th Schatzky, Breslau 1886 (Web-Ressource).
- Jahresbericht über die Industrieschule für israelitische Mädchen, Th Schatzky, Breslau 1887 (Web-Ressource).
- Jahresbericht über die Industrieschule für israelitische Mädchen, Th Schatzky, Breslau 1888 (Web-Ressource).
- Jahresbericht über die Industrieschule für israelitische Mädchen, Th Schatzky, Breslau 1889 (Web-Ressource).
- Jahresbericht über die Industrieschule für israelitische Mädchen, Th. Schatzky, Breslau 1892 (Web-Ressource).
- Jahresbericht über die Industrieschule für israelitische Mädchen, Th. Schatzky, Breslau 1893 (Web-Ressource).
- Jahresbericht über die Industrieschule für israelitische Mädchen, Th. Schatzky, Breslau 1895 (Web-Ressource).
- Jahresbericht über die Industrieschule für israelitische Mädchen, Th. Schatzky, Breslau 1896 (Web-Ressource).
- Jahresbericht über die Industrieschule für israelitische Mädchen, Th. Schatzky, Breslau 1897 (Web-Ressource).
- Jahresbericht über die Industrieschule für israelitische Mädchen, Pniower’s Buchdruckerei, Breslau 1898 (Web-Ressource).
- Jahresbericht über die Industrieschule für israelitische Mädchen, A. Schüler‘s Buchdruckerei, Breslau 1899 (Web-Ressource).
- Jahresbericht über die Industrieschule für israelitische Mädchen, A. Schüler‘s Buchdruckerei, Breslau 1900 (Web-Ressource).
- Jahresbericht für 1901. In: 100. Jahresbericht über die Industrieschule für israelitische Mädchen, abgestattet vom Vorstande der Anstalt. A. Schüler’s Buchdruckerei, Breslau 1901 (Web-Ressource).
- Jahresbericht über die Industrieschule für israelitische Mädchen 1901/2 und 1902/3, A Schüler’s Buchdruckerei, Breslau 1903 (Web-Ressource).